# Ayvalık
Ayvalık város az azonos nevű körzetben az Égei-tenger partján, Törökország északnyugati részén (Balıkesir tartomány), Leszbosz görög szigettel szemben. Nevének eredete nem ismert (ógörög: Κυδωνίαι, görög: Αϊβαλί, későbbi alakja: Ayvali görög: Κυδωνίες).

## Történelem

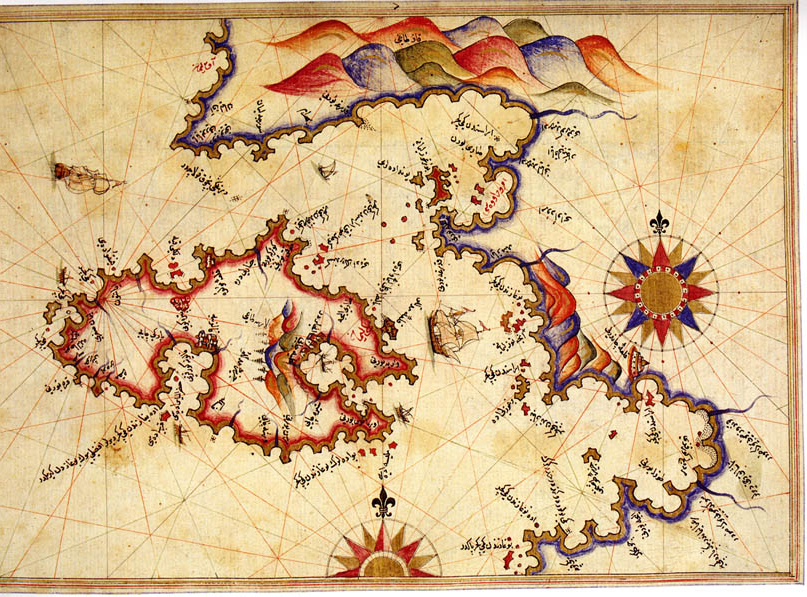
Leszbosz és Ayvalık környéke Piri reisz oszmán admirális korabeli térképén

A különböző régészeti kutatások a térségben bizonyították, hogy Ayvalık és környéke már az őskorban lakott volt.
Joseph Thacher Clarke régész azt hitte, hogy ő találta meg a Sztrabón által is említett müsziai Cisthene vagy Kisthene (ógörög: Κισθήνη) rézbányák helyét. Később a Trákiai Egyetem régésze, Engin Beksac azonosította Gömeç városközpontja közelében (ma: Kiz Ciftlik) ezt a helyet.
Beksac az 1990-es és a 2000-es évek elején történt ásatásokkal bizonyította a tengerparti és a szárazföld belsejében élő népek közötti kölcsönhatást, melynek egyik legfontosabb feltárt eredménye Kortukaya, valamint Altınova városközpontja közelében lévő Yeniyeldeginmeni romjai. Fontos település volt az ókorban Pordoselene is, melynek maradványai az Alibey sziget keleti részén lelhetőek fel.
A kalózok állandó fenyegetése a régióban nem tette lehetővé a környék településeinek fejlődését, kivéve a Cunda szigetét (ma: Alibey sziget, görög néven: Moschonisia, melynek neve szó szerint illatos szigetet jelent).

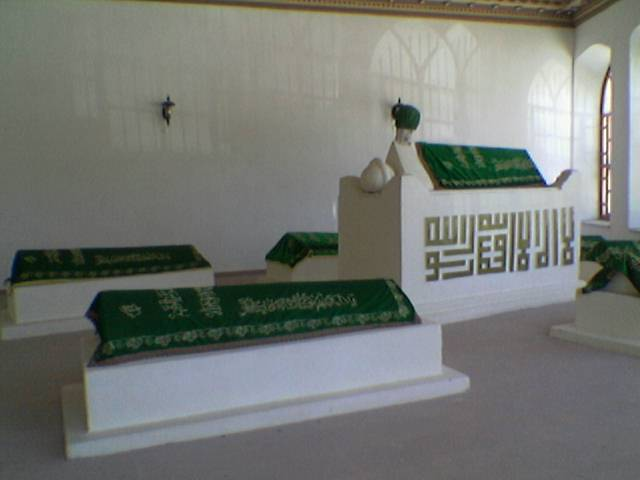
Karasi bej (fejedelem) sírja Balıkesirben

A bizánci időszakot követően a 13. században a régió felett az anatóliai Karasi bej uralkodott, majd a következő évszázadokban az Oszmán Birodalom része lett a környék.
A görög szabadságharc során (1821–1831) a helybeliek járultak hozzá a haderő fenntartásért, köztük a híres Psorokostaina.

## Gazdaság
A körzet gazdasága nagymértékben függ az olajbogyóterméstől és a turizmustól. Ayvalık mezőgazdasági területének 70%-án olajbogyót termesztenek, majd ebből olívaolajat sajtolnak (Szappan|szappangyártáshoz alapanyag), de nagyobb mennyiségben gyapotot is termesztenek, valamint jelentős a fenyőmag és a mandarin mennyisége is.
Az Ayvalıktól 30 km-re található Bağyüzü falu híres a Kozak fajtájú szőlőtermesztéséről.
Jelenleg Törökországban 72 millió olajfa van és ebből Ayvalık körzetében 1 750 000 található.
A halászat is fontos bevételi forrás.

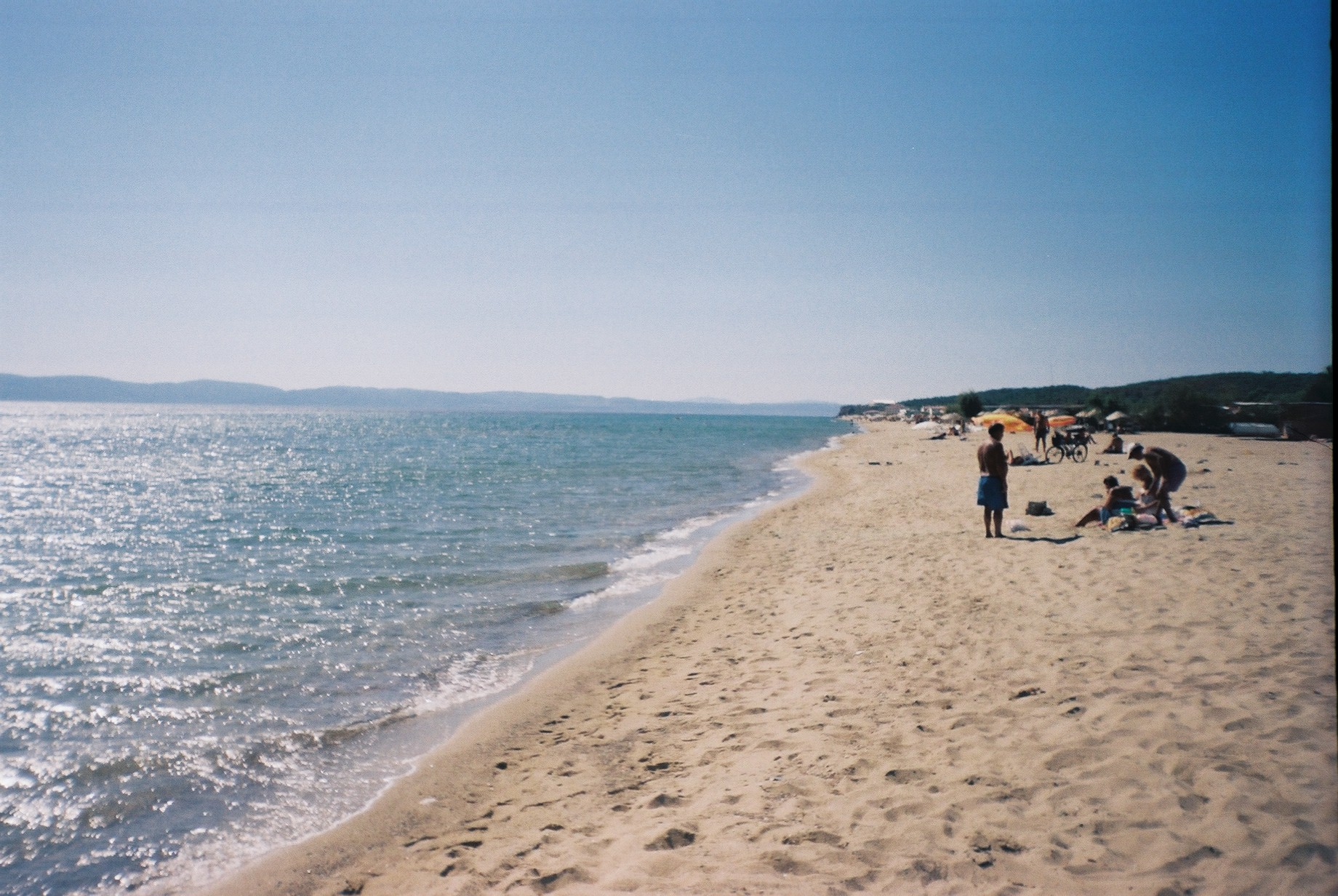
Sarımsaklı strandja

## Klíma
Az Égei-tenger e térségében mediterrán éghajlat uralkodik, a tél enyhe és csapadékos, a nyár meleg és száraz. Nyáron az átlagos hőmérséklet 24-34 °C között ingadozik.

## Demográfiai adatok
| év   | összesen | város | falu  |
| ---- | -------- | ----- | ----- |
| 1965 | 30213    | 16283 | 13930 |
| 1970 | 31957    | 17661 | 14296 |
| 1975 | 33104    | 18041 | 15063 |
| 1980 | 34543    | 19371 | 15172 |
| 1985 | 38879    | 21381 | 17498 |
| 1990 | 46827    | 25687 | 21140 |
| 2000 | 58738    | 31986 | 26752 |
| 2007 | 58638    | 34651 | 23987 |
| 2008 | 61730    | 34968 | 26762 |
| 2009 | 62460    | 35986 | 26474 |
| 2010 | 63627    | 36718 | 26909 |
| 2011 | 64349    | 37182 | 27167 |
| 2012 | 64153    | 37197 | 26956 |

## Közlekedés
Távolságok Ayvalık településhez képest: Ankara 657 km, Bergama 45 km, Bursa 277 km, Çanakkale 167 km, Epheszosz 239 km, İzmir 155 km, Susurluk 170 km, Trója 154 km messzire van.
A városi autóbusz-állomás 1,5 kilométerre délre található a központtól.
Görögországba mintegy két óra alatt ér át a szárnyashajó, illetve a komp (csak ez utóbbi szállít motoros járműveket). Ezenkívül gyors közlekedési lehetőséget kínál még az Isztambul és Bandırma közötti kompjárat.
A Török Államvasutak autóbuszos csatlakozást kínál Balıkesir felé (6 Eylül Ekspresi, 17 Eylül Ekspresi, Ege Ekspresi, İzmir Mavi Treni).
Repülőgéppel Balıkesir vagy İzmir felől közelíthető meg a körzet központja.

## Önkormányzat
1963-ban lett önálló az önkormányzat.
| név                   | időszak   | párt     |
| --------------------- | --------- | -------- |
| İzzet Aygüner         | 1977–1989 | CHP, SDP |
| Ali Nedim Güreli      | 1989–1994 | AP       |
| Ahmet Tüfekçi         | 1994–2004 | MHP, DTP |
| Hasan Bülent Türközen | 2004–     | CHP      |

## Híres személyek
- Fótisz Kóndoglu(wd) (1895–1965) görög író, festő, ikonfestő (itt született)
- Ilíasz Venézisz(wd) (1904–1973) görög író (itt született)
- Marco Misciagna (1984–) olasz hegedű- és brácsaművész, az első és egyetlen, aki megkapta Ayvalık város díszpolgárságát

## Fordítás
- Ez a szócikk részben vagy egészben  az   Ayvalık című török Wikipédia-szócikk fordításán alapul.  Az eredeti cikk szerkesztőit annak laptörténete sorolja fel. Ez a jelzés csupán a megfogalmazás eredetét és a szerzői jogokat jelzi, nem szolgál a cikkben szereplő információk forrásmegjelöléseként.
- Ez a szócikk részben vagy egészben  az   Ayvalık című angol Wikipédia-szócikk fordításán alapul.  Az eredeti cikk szerkesztőit annak laptörténete sorolja fel. Ez a jelzés csupán a megfogalmazás eredetét és a szerzői jogokat jelzi, nem szolgál a cikkben szereplő információk forrásmegjelöléseként.